# Imperial Ordem da Rosa

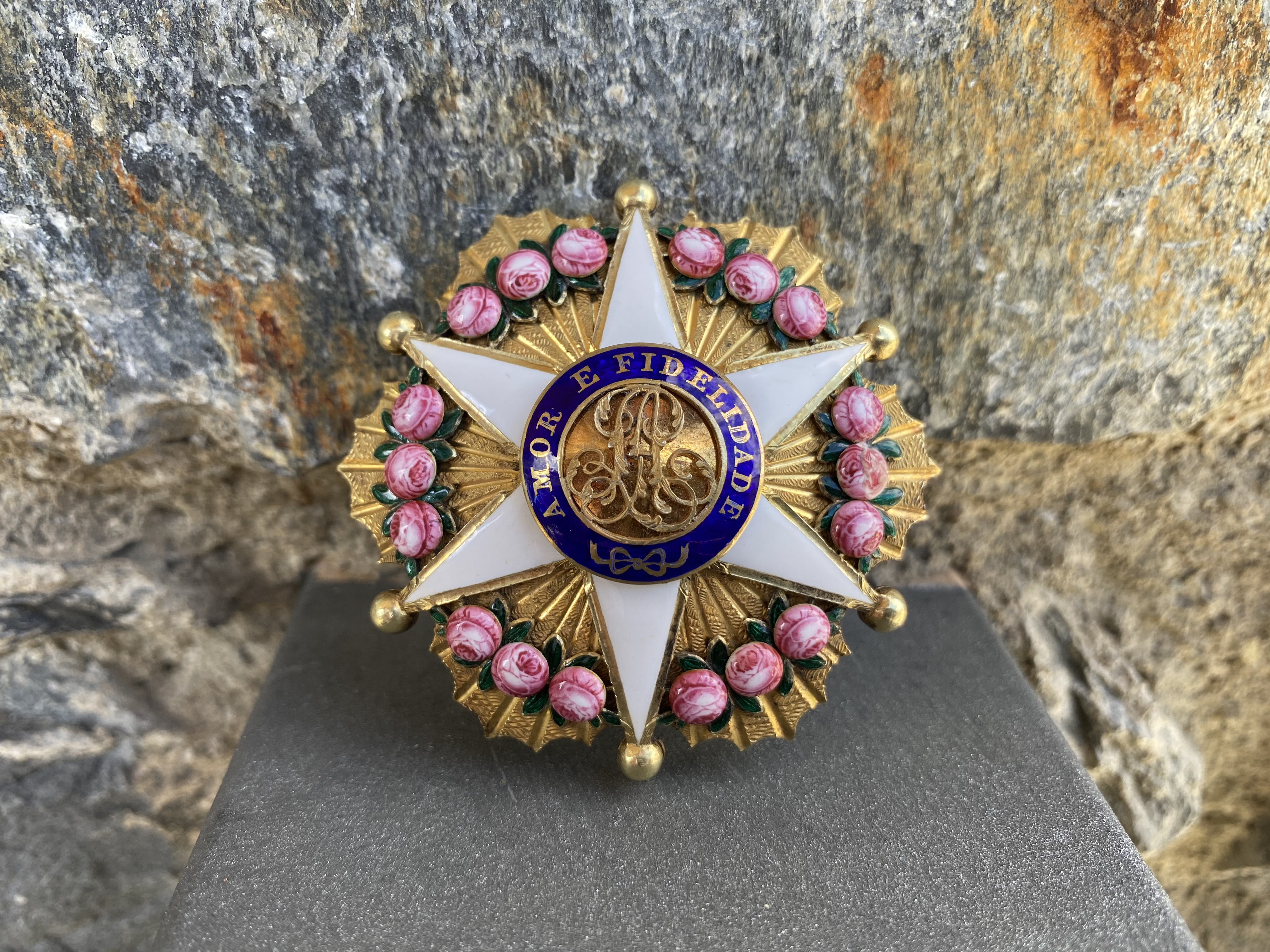
Imperial Ordem da Rosa na categoria de Oficial.

A Imperial Ordem da Rosa foi uma ordem honorífica brasileira, criada em 17 de outubro de 1829, pelo Imperador Dom Pedro I, em comemoração de seu casamento com a Imperatriz Dona Amélia, naquele mesmo ano.
A ordem foi abolida pela constituição republicana em 1891, após a Proclamação da República.  

## História
A Imperial Ordem da Rosa foi criada em 1829, no casamento do Imperador do Brasil, Dom Pedro I e a princesa Amélia de Leuchtenberg. Considerada "uma das mais belas ordens já criadas", premiava méritos civis e militares.
O seu desenho foi idealizado por Jean-Baptiste Debret que, segundo discutido por historiadores, ter-se-ia inspirado ou nos motivos de rosas que ornavam o vestido de D. Amélia ao desembarcar no Rio de Janeiro, ou ao se casar, ou num retrato da mesma enviado da Europa ao imperador D. Pedro I.

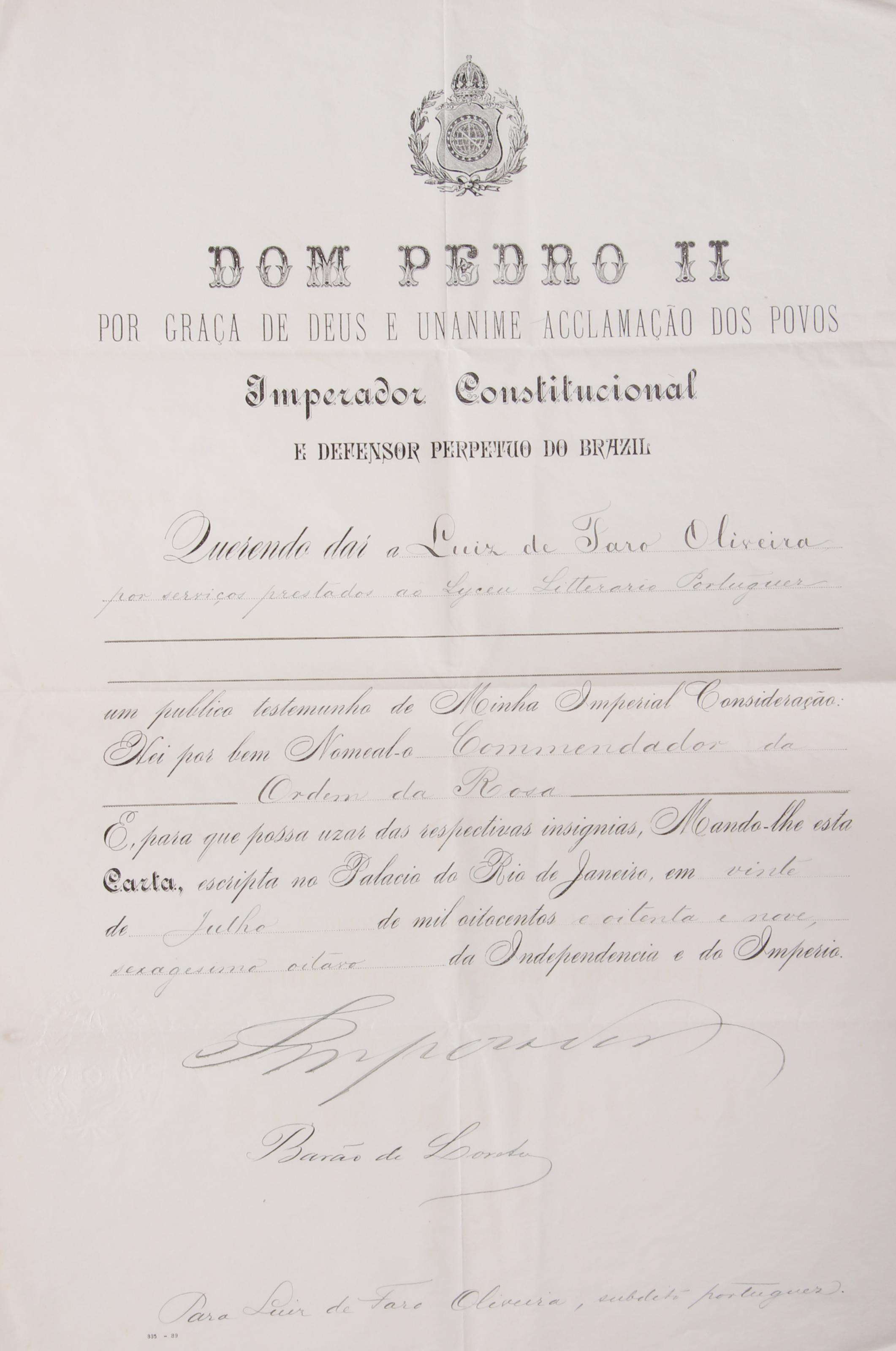
Uma Carta Imperial que concede a ordem a um professor francês em 1889, por serviços prestados ao Liceu Literário Português.

A ordem premiava nacionais e estrangeiros que se distinguissem por sua fidelidade à pessoa do Imperador e por serviços prestados ao Estado, e comportava um número de graus superior às outras ordens brasileiras e portuguesas então existentes. O imperador era Grão-Mestre da ordem, o herdeiro presuntivo era Grande-Dignitário-Mor e todos os outros príncipes recebiam a Grã-Cruz.

## Agraciamento
De 1829 a 1831 D. Pedro I, durante o primeiro reinado, concedeu 189 insígnias. Seu filho e sucessor, D. Pedro II, ao longo do segundo reinado, chegou a agraciar 14.284 cidadãos. O monarca costumava agraciar pessoas que lhe concedessem hospedaria em viagens, titulando esses com o grau de comendador. Além dos dois imperadores, apenas o Duque de Caxias foi grande-colar da ordem durante sua vigência.
Um dos primeiros agraciados recebeu a comenda em virtude de serviços prestados quando de um acidente com a família imperial: conta a pequena história da corte que, em 7 de dezembro de 1829, recém-casado, D. Pedro I regressava com a família do Palácio de São Cristóvão, na Quinta da Boa Vista. Como de sua predileção, conduzia pessoalmente a carruagem quando, na Rua do Lavradio, se quebrou o varal da atrelagem e os cavalos se assustaram, rompendo as rédeas e fazendo tombar o veículo, arrastado perigosamente. O Imperador fraturou a sétima costela do terço posterior e a sexta do terço anterior, teve contusões na fronte e luxação no quarto direito, perdendo os sentidos. Mal os havia recobrado quando o recolheram à casa mais próxima, do Marquês de Cantagalo. Segundo o Boletim sobre o Desastre de Sua Majestade Imperial e Fidelíssima publicado no Jornal do Commercio, Dona Amélia foi a que menos cuidado exigiu: "não teve dano sensível senão o abalo e o susto que tal desastre lhe devia ocasionar". A filha primogênita, D. Maria II de Portugal, "recebeu grande contusão na face direita, compreendendo parte da cabeça do mesmo lado". Augusto de Beauharnais, Príncipe de Eichstadt, Duque de Leuchtenberg e Duque de Santa Cruz, irmão da imperatriz, "teve uma luxação no cúbito do lado direito com fratura do mesmo". A Baronesa Slorefeder, aia da Imperatriz, "deu uma queda muito perigosa sobre a cabeça". Diversos criados de libré, ao dominarem os animais, ficaram contundidos. Convergiram para a casa de Cantagalo os médicos da Imperial Câmara e outros, os doutores Azeredo, Bontempo, o Barão de Inhomirim, Vicente Navarro de Andrade, João Fernandes Tavares, Manuel Bernardes, Manuel da Silveira Rodrigues de Sá, Barão da Saúde. Ao partir, quase restabelecido, D. Pedro I condecorou Cantagalo a 1 de janeiro de 1830 com as insígnias de dignitário da Ordem e D. Amélia lhe ofereceu o seu retrato, circundado por brilhantes, e pintado por Simplício Rodrigues de Sá.
Foram ainda agraciados com a Imperial Ordem da Rosa os membros da Guarda de Honra que acompanhavam o então Príncipe Regente em sua viagem à Província de São Paulo, testemunhas do "Grito do Ipiranga", marco da Independência do Brasil.[carece de fontes?]

## Organização
O Imperador do Brasil (reinante ou de direito) é Grão-Mestre da Ordem; o Príncipe Imperial do Brasil é Grã-Cruz supranumerário e Grande-Dignitário-Mor; e os demais Príncipes da Casa Imperial são Grã-Cruzes supranumerários. Pode haver também 8 Grã-Cruzes Efetivos e 8 Honorários, 16 Grandes-Dignitários, 32 Dignitários e Comendadores, Oficiais e Cavaleiros em número ilimitado.
Os Monarcas, Príncipes e cidadãos estrangeiros condecorados são membros supranumerários.

### Lista de grão-mestres
- Dom Pedro I do Brasil (1829-1831)
- Dom Pedro II do Brasil (1831-1889)

## Características

Imperial Ordem da Rosa – Grande Dignitário.

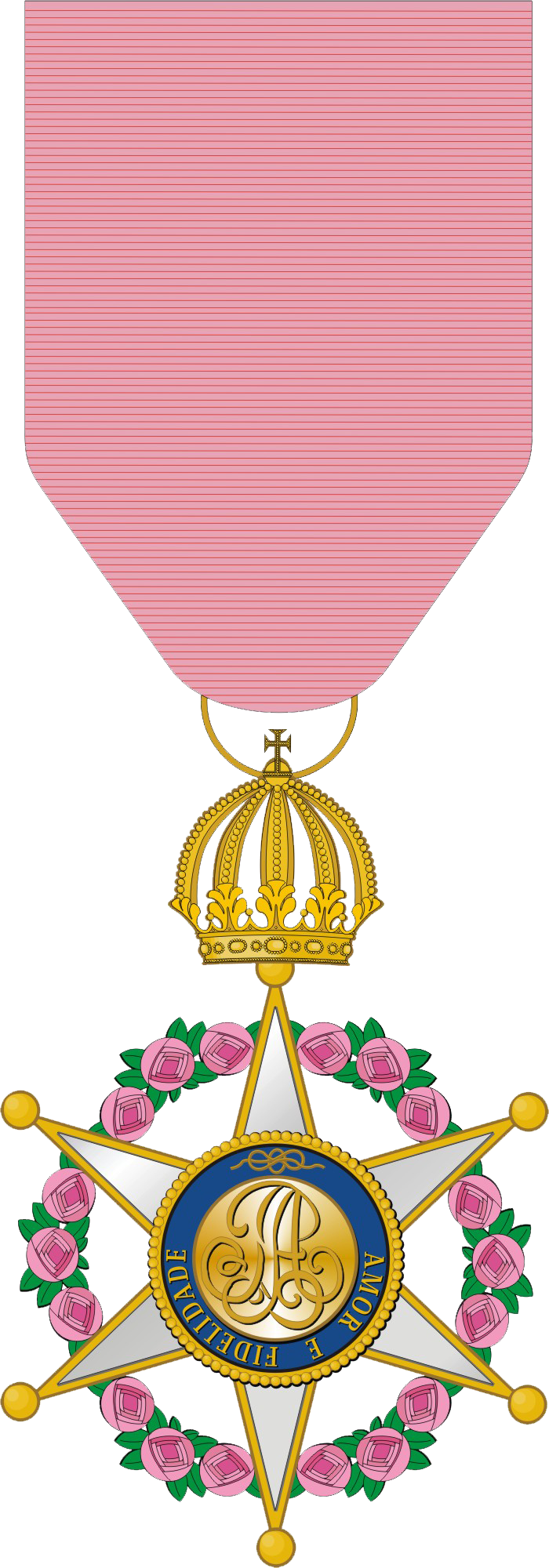
Condecoração da Imperial Ordem da Rosa - Grau: Oficial.

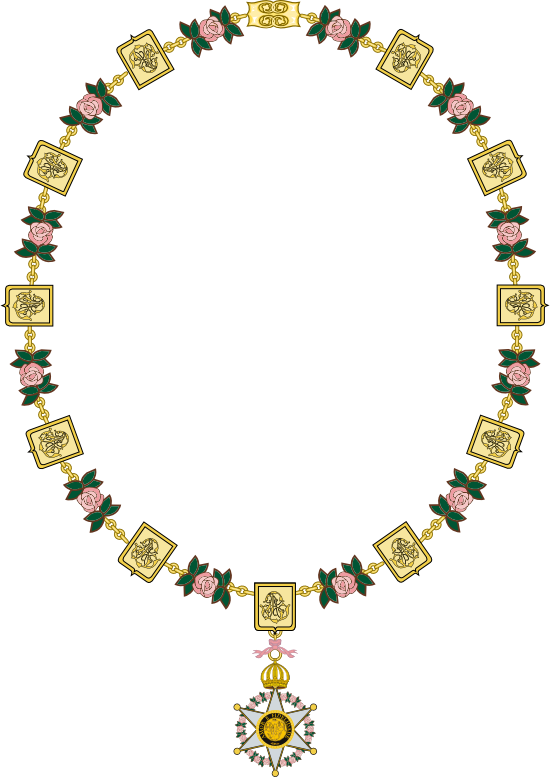
Colar da Imperial Ordem da Rosa.

### Insígnia
- Anverso: Estrela branca de seis pontas maçanetadas, unidas por guirlanda de rosas. Ao centro, medalhão redondo com as letras "P" e "A" entrelaçadas, em relevo, circundado por orla azul-ferrete com a legenda "AMOR E FIDELIDADE".
- Reverso: igual ao anverso, com alteração na inscrição para a data de 2-8-1829, e, na legenda, para "PEDRO E AMÉLIA".
- Colar: rosas e brasões do estilo francês, com as letras "P" e "A" entrelaçadas, ligadas por um fio dourado.

### Fita e banda
De cor rosa-claro, com duas orlas brancas.

### Graus
Os graus em ordem decrescente são:
1. Grã-Cruz (com o tratamento de Excelência e limitado a 16 recipientes)
2. Grande-Dignitário (com o tratamento de Senhor e limitado a 16 recipientes)
3. Dignitário (com o tratamento de Senhor e limitado a 32 recipientes)
4. Comendador (com o tratamento de Senhor e ilimitado em número de recipientes)
5. Oficial (gozava das honras de Coronel e ilimitado em número de recipientes)
6. Cavaleiro (gozava das honras de Capitão e ilimitado em número de recipientes)

## Agraciados

### Grã-cruzes

#### Brasileiros
| Imagem | Nome                   | Cargo                       | Grau                  | Ano  | Referência |
| ------ | ---------------------- | --------------------------- | --------------------- | ---- | ---------- |
|        | Amélia de Leuchtenberg | Imperatriz do Brasil        | Grã-Cruz              | 1829 |            |
|        | Maria Amélia do Brasil | Princesa do Brasil          | Grã-Cruz              |      |            |
|        | Afonso do Brasil       | Príncipe Imperial do Brasil | Grande-Dignitário-Mor | 1845 |            |
|        | Pedro Afonso do Brasil | Príncipe Imperial do Brasil | Grande-Dignitário-Mor | 1848 |            |
|        | Isabel do Brasil       | Princesa Imperial do Brasil | Grande-Dignitária-Mor | 1850 |            |
|        | Pedro do Brasil        | Príncipe do Grão-Pará       | Grã-Cruz              | 1875 |            |
|        | Luís do Brasil         | Príncipe do Brasil          | Grã-Cruz              | 1878 |            |
|        | Antônio do Brasil      | Príncipe do Brasil          | Grã-Cruz              | 1881 |            |
|        | Pedro do Brasil        | Príncipe do Brasil          | Grã-Cruz              | 1871 |            |
|        | Augusto do Brasil      | Príncipe do Brasil          | Grã-Cruz              | 1871 |            |

#### Estrangeiros
| Imagem | Nome                             | Cargo                                                                  | Grau               | Ano                  | Referência |
| ------ | -------------------------------- | ---------------------------------------------------------------------- | ------------------ | -------------------- | ---------- |
|        | Fernando II de Portugal          | Rei de Portugal                                                        | Grã-Cruz           |                      | [ 6 ]      |
|        | Luís I de Portugal               | Rei de Portugal                                                        | Grã-Cruz com colar | 1861                 | [ 7 ]      |
|        | Luís Carlos, Conde de Áquila     | Príncipe Real das Duas Sicílias e Príncipe Imperial Consorte do Brasil | Grã-Cruz           | 1844                 | [ 8 ]      |
|        | Gastão, Conde de Eu              | Príncipe de Orléans e Príncipe Imperial Consorte do Brasil             | Grã-Cruz           | 1864                 | [ 9 ]      |
|        | Augusto, Duque de Saxe           | Príncipe de Saxe-Coburgo-Gota                                          | Grã-Cruz           | 1864                 | [ 10 ]     |
|        | Óscar I da Suécia e Noruega      | Rei da Suécia e Noruega                                                | Grã-Cruz           |                      | [ 11 ]     |
|        | Fernando I da Bulgária           | Czar da Bulgária                                                       | Grã-Cruz           |                      |            |
|        | Alberto I de Mônaco              | Príncipe de Mônaco                                                     | Grã-Cruz           | 21 de agosto de 1888 | [ 12 ]     |
|        | Alexandre Mikhailovich da Rússia | Grão-Duque da Rússia                                                   | Grã-Cruz           | 1886                 | [ 13 ]     |

### Demais condecorados
| Imagem | Nome                                                             | Cargo                                                           | Grau                   | Ano        | Referência    |
| ------ | ---------------------------------------------------------------- | --------------------------------------------------------------- | ---------------------- | ---------- | ------------- |
|        | Agostinho José da Mota                                           | Pintor, desenhista e professor                                  | Oficial                | 1872       | [ 14 ]        |
|        | Alfred Nobel                                                     | Químico, engenheiro, inventor, empresário                       | Oficial                | 1872       | [ 15 ]        |
|        | Annibale de Gasparis                                             | Astrônomo e matemático                                          | Cavaleiro              | 1872       | [ 16 ]        |
|        | Antônio Augusto de Souza                                         |                                                                 | Comendador             |            |               |
|        | Antônio da Costa Pinto Jr., Visconde de Oliveira                 | Sucroalcooleiro, vereador e coronel da Guarda Nacional          | Comendador             |            | [ 17 ]        |
|        | Antônio Herculano de Sousa Bandeira Filho                        | Advogado, professor e escritor                                  |                        |            |               |
|        | Antônio José Dias Carneiro, Visconde de Salto                    | Magistrado e comerciante                                        | Comendador             | 1877       |               |
|        | Antonio Lazzarini                                                | Médico-cirurgião                                                | Oficial                |            |               |
|        | Antônio Luís von Hoonholtz, Barão de Teffé                       | Militar, diplomata, geógrafo, político e literato               | Oficial                |            |               |
|        | Antônio Ribeiro de Castro                                        | Fazendeiro                                                      | Cavaleiro              | 1847       |               |
|        | Antônio Rodrigues de Azevedo Ferreira                            | Político e magistrado                                           | Oficial                |            |               |
|        | Camilo Castelo Branco, Visconde de Correia Botelho               | Escritor, historiador, poeta e tradutor                         | Grande-Dignitário      |            | [ 18 ]        |
|        | Carel Joachim Wylep                                              |                                                                 | Oficial                | 1851       |               |
|        | Carlos Pereira Nunes                                             | Político e Fazendeiro                                           | Cavaleiro              |            |               |
|        | Luiz Paulino de Holanda Valença                                  | Comandante da Guarda Nacional                                   |                        |            |               |
|        | Antonio José Nogueira                                            |                                                                 | Oficial                | 1872       |               |
|        | Cel. Alexandre Francisco de Oliveira                             | Coronel da Guarda Nacional                                      |                        |            |               |
|        | Charles Adolphe Pradez                                           |                                                                 | Oficial                | 1883       |               |
|        | Carlos Chidloe                                                   | Médico homeopata                                                | Cavaleiro              |            | [ 19 ]        |
|        | Carlos Emílio Adet                                               | Jornalista e literato                                           | Cavaleiro e Comendador | 1860, 1867 | [ 20 ] [ 21 ] |
|        | Jean Maurice Faivre                                              | Médico naturalista                                              | Cavaleiro              | 1872       | [ 16 ]        |
|        | Joaquim Delfino Ribeiro da Luz                                   | Magistrado e político                                           |                        |            |               |
|        | Daniel Makinson Fox                                              | Engenheiro civil                                                |                        |            |               |
|        | António Feliciano de Castilho, Visconde de Castilho              | Escritor, polemista, pedagogista e inventor                     | Grande-Dignitário      |            | [ 18 ]        |
|        | Firmin François Alibert                                          |                                                                 |                        |            |               |
|        | Francisco Antônio de Barros e Silva, Barão de Pirangi            | Usineiro                                                        | Cavaleiro              |            | [ 22 ]        |
|        | Francisco de Assis e Oliveira Borges, Visconde de Guaratinguetá  | Comerciante, cafeicultor e político                             | Grande-dignitário      |            |               |
|        | Francisco Joaquim de Noronha e Silva                             |                                                                 |                        |            | [ 23 ] [ 24 ] |
|        | Francisco José do Canto Mello e Castro Mascarenhas               | Médico                                                          | Comendador             | 1872       | [ 25 ]        |
|        | Francisco Lopes de Oliveira Araújo                               | Médico                                                          | Comendador             |            |               |
|        | Francisco Marcondes Homem de Melo, Visconde de Pindamonhangaba   | Fazendeiro e coronel da Guarda Nacional                         | Comendador             |            |               |
|        | Georg Gottfried Oetterer                                         | Engenheiro e Inspetor Chefe da Estrada de Ferro Sorocabana      | Comendador             |            |               |
|        | Gustave Rumbelsperger                                            | Naturalista                                                     |                        |            |               |
|        | Francisco Inácio Marcondes Homem de Melo, Barão de Homem de Melo | Político, escritor, professor, cartógrafo e Ministro do Império | Comendador             | 1867       |               |
|        | Henrique Augusto Milet                                           | Engenheiro civil e economista                                   | Cavaleiro              | 1860       |               |
|        | Henrique Guilherme Fernando Halfeld                              | Engenheiro civil                                                | Comendador             | 1842       | [ 26 ]        |
|        | Henri Pradez                                                     |                                                                 | Cavaleiro              | 1882       |               |
|        | Horácio Fortunato Urpia                                          | Vice Cônsul de Portugal                                         | Cavaleiro              | 1860       |               |
|        | Humberto Saraiva Antunes                                         | Engenheiro                                                      |                        |            |               |
|        | Ildefonso Pereira Correia, Barão do Serro Azul                   | Empresário e político                                           | Comendador             |            |               |
|        | Inácio de Sousa Rolim                                            | Sacerdote e educador                                            | Comendador             | 1860       |               |
|        | Jacintho Ferreira de Carvalho                                    | Fazendeiro                                                      | Comendador             | 1830       |               |
|        | James Norton                                                     | Militar                                                         | Cavaleiro              |            |               |
|        | João Pedro Gay                                                   | Sacerdote e historiador                                         |                        |            |               |
|        | João Chrisostomo Callado                                         | Militar                                                         | Comendador             |            |               |
|        | João Gualberto de Carvalho, Barão de Cajuru                      | Fazendeiro                                                      | Comendador             | 1849       |               |
|        | Joaquim Fernandes Lopes Ramos                                    | Fazendeiro, usineiro e político                                 | Oficial                |            |               |
|        | Joaquim José de Sousa Breves                                     | Fazendeiro e militar                                            |                        |            |               |
|        | Joaquim Xavier Neves                                             | Militar e político                                              |                        |            |               |
|        | Jonathas Abbott                                                  | Médico                                                          | Comendador             |            |               |
|        | José Alves Rangel, Barão de São João da Barra                    | Militar e político                                              | Oficial                |            |               |
|        | José Antônio Gomes Neto                                          | Magistrado                                                      | Comendador             |            |               |
|        | José Bernardino de Barros, Barão de Três Ilhas                   | Nobre                                                           | Oficial                |            |               |
|        | José Carlos de Carvalho Júnior                                   | Emgenheiro                                                      | Oficial                | 1887       |               |
|        | José Francisco de Mesquita, Marquês do Bonfim                    | Comerciante e banqueiro                                         | Grande-Dignitário      |            |               |
|        | José Francisco Nogueira Paranaguá                                |                                                                 |                        |            |               |
|        | José Joaquim da Silva Freire, Barão de Santa Maria Madalena      | Cafeicultor e fazendeiro                                        |                        |            |               |
|        | José Pereira dos Santos, Barão de Saquarema                      | Cafeicultor, militar e político                                 |                        |            | [ 27 ]        |
|        | Hugh Wilson                                                      | Engenheiro civil                                                | Comendador             | 1881       |               |
|        | Jules Le Chevrel                                                 | Pintor e desenhista                                             | Cavaleiro              | 1850       |               |
|        | Louis Decosterd                                                  |                                                                 | Cavaleiro              | 1844       |               |
|        | Luís Gonzaga de Brito Guerra, Barão do Açu                       | Magistrado, jurista, ministro e político                        | Comendador             | 1875       |               |
|        | Luís Martins Collaço                                             | Político                                                        | Comendador             |            |               |
|        | Machado de Assis                                                 | Escritor                                                        | Oficial                | 1888       |               |
|        | Manoel José Gomes Calaça                                         | Major de Guarda Nacional e Fazendeiro                           | Comendador             | 1860       |               |
|        | Manuel Pereira da Silva                                          | Escultor                                                        |                        |            |               |
|        | Manuel Marcondes de Oliveira Melo, Barão de Pindamonhangaba      | Militar                                                         | Comendador             |            |               |
|        | Olinto José Meira                                                | Magistrado e político                                           |                        |            |               |
|        | Simão Francisco Pereira                                          | Militar                                                         | Oficial                | 22/05/1858 |               |
|        | Pedro Luís Taulois                                               | Engenheiro e Político                                           | Cavaleiro              | 1872       |               |
|        | Vicente José de Carvalho                                         |                                                                 |                        |            |               |
|        | Walter John Hammond                                              | Engenheiro Ferroviário                                          | Oficial                | 05/1877    | [ 28 ] [ 29 ] |

## Atualidade

### Condição
Atualmente, a Imperial Ordem da Rosa, embora extinta oficialmente como ordem nacional em 24 de fevereiro de 1891 pela Constituição de 1891, continua a ser mantida como uma ordem dinástica pela Casa Imperial do Brasil.

### Lista de condecorados

#### Grão-Mestre
- Bertrand de Orleans e Bragança, 15 de julho de 2022[31]

#### Grande-dignatário-mor
- Rafael de Orleans e Bragança, 8 de novembro de 2024

#### Grã-cruzes supranumerário
- Christine de Ligne de Orleans e Bragança, 26 de setembro de 2020[32]
- Pedro de Alcântara de Orleans e Bragança, 1º de dezembro de 1945
- Fernando de Orleans e Bragança, 2 de fevereiro de 1948
- Francisco de Orleans e Bragança, 6 de abril de 1955
- Alberto de Orleans e Bragança, 23 de junho de 1957
- Luiz Philippe de Orleans e Bragança, 3 de abril de 1969
- Gabriel de Orleans e Bragança, 1º de dezembro de 1980
- Pedro Alberto de Orleans e Bragança, 31 de maio de 1988
- Antonio Alberto de Orleans e Bragança, 28 de maio de 1997
- Gabriel Pedro de Orleans e Bragança, 12 de abril de 2013
- Rafael Pedro de Orleans e Bragança, 9 de agosto de 2015
- Arthur Alberto de Orleans e Bragança, 30 de março de 2024

#### Grã-cruzes estrangeiros
- Miguel, 14.º Príncipe de Ligne, 10 de março de 1981[33]
- Duarte, Duque de Bragança, 16 de fevereiro de 2000[34]
- Afonso, Príncipe da Beira, 16 de fevereiro de 2000[34]
- Dinis, Duque do Porto, 7 de maio de 2025[4]